# Fabio Caracciolo
Fabio Caracciolo (Genk, 6 settembre 1984) è un ex calciatore belga di origine italiana, di ruolo attaccante.

## Carriera
S'affaccia nel calcio professionistico nelle file del MVV Maastricht, formazione della Eerste Divisie, la seconda divisione olandese, con cui disputa 6 campionati di cui gli ultimi 4 da titolare.
Dopo un breve rientro in patria in seconda divisione col KVSK United, torna in Eerste Divisie nel 2007 col FC Eindhoven, dove realizza 17 reti in una stagione che gli valgono il passaggio nella massima serie con la maglia dell'ADO Den Haag, dove però non riesce a trovare molto spazio (13 presenze e una sola rete nella Eredivisie 2008-2009). Scende quindi di una categoria trasferendosi in prestito al Den Bosch, dove realizza 16 reti nelle prime 21 partite disputate.